# Pselionema hexalatum
Pselionema hexalatum är en rundmaskart som beskrevs av Benjamin G. Chitwood 1936. Pselionema hexalatum ingår i släktet Pselionema och familjen Ceramonematidae. Inga underarter finns listade i Catalogue of Life.